# Speocyclops fontinalis
Speocyclops fontinalis – gatunek widłonoga z rodziny Cyclopidae. Nazwa naukowa tego gatunku skorupiaków została opublikowana w 2005 roku przez biologa Franka Fiersa.